# Umm Rûmmân Bint 'Âmir Al Kinâniyyah
Umm Rûmmân Zaynâb Bint 'Âmir Al Kinâniyyah (أمّ رُمّان زينب بنت عامر) est une femme du clan de Kinânah faisant partie des femmes compagnons du prophète de l'islam Mahomet. Elle fut l'épouse de Abou Bakr As-Siddiq et la mère de Aïcha, l'une des épouses de Mahomet.

## Biographie
Elle grandit dans la région des Tihama en Arabie. Elle se maria ensuite à un jeune homme de son clan qui s’appelait 'Abdu Llâh Ibn Al Hârith Al Azdî. Elle eut trois enfants de ce mariage : Tufayl, Asmâ° et 'Abdu Llâh.
À un certain moment, Zaynâb et sa famille déménagèrent à La Mecque, où son mari fit la connaissance de Abû Bakr - qui était alors marié à Qutaylah Bint 'Abd Il 'Uzzah - et devint son ami proche. Peu de temps après, ce dernier mourut et Zaynâb se retrouva veuve, sans soutien et avec trois enfants à charge. C'est alors qu'Abû Bakr la demanda en mariage, proposition qu'elle accepta. De cette union naquirent deux enfants : une fille, 'Âïshah Bint Abî Bakr, qui épousera Mahomet, et un fils, 'Abd Ur Rahmân Ibn Abî Bakr.
Zaynâb mourut en avril ou mai 628. Lorsque son corps fut descendu dans sa tombe, Mahomet dit : " Que celui qui veut savoir à quoi ressemble une femme du Paradis (houri) sache qu'elle ressemble à Umm Rûmmân. "